# August Eelmäe
August Eelmäe (* 28. Oktober 1931 in der Gemeinde Holdre, Kreis Valga; † 7. Dezember 2020 in Tallinn) war ein estnischer Literaturwissenschaftler und Kritiker.

## Leben
Eelmäe machte 1951 in Tõrva sein Abitur und studierte von 1951 bis 1956 Estnische Philologie an der Universität Tartu. Von 1956 bis 1971 war er am Institut für Sprache und Literatur (estn. Keele ja Kirjanduse Instituut) der Estnischen Akademie der Wissenschaften, dem Vorläufer des heutigen Instituts für Estnische Sprache und des Under und Tuglas Literaturzentrums als Bibliograph angestellt. Seit 1971 war er Direktor des Tuglas-Museums in Nõmme.
August Eelmäe war seit 1979 korrespondierendes Mitglied der Finnischen Literaturgesellschaft und seit 1981 Mitglied des Estnischen Schriftstellerverbandes.

## Werk
Eelmäe debütierte als Kritiker und publizierte auch kulturgeschichtliche Essays. Er war Mitautor diverser literaturhistorischer Gesamtdarstellungen und fungierte als Herausgeber von Anthologien. Als Vorsitzender des Herausgeberkollegiums für die Gesammelten Werke von Friedebert Tuglas konzentrierte sich seine Arbeit auf das Werk und Umfeld dieses Klassikers der estnischen Literatur. So stellte er eine deutschsprachige und eine englischsprachige Anthologie von Tuglas‘ Novellen zusammen und gab die Tagebücher von Tuglas‘ Frau, Elo Tuglas, heraus.

## Bibliografie (Auswahl)

### Monografien
- Lüürilist ja proosalist ('Lyrisches und Prosaisches'). Tallinn: Eesti Raamat 1981. 210 S.
- Friedebert Tuglas. Kultuurilooline essee ('F.T. Kulturgeschichtlicher Essay'). Tallinn: Perioodika 1986. 38 S.
- Kõned & kirjatööd ('Reden und Schriftliches'). Tallinn: Underi ja Tuglase Kirjanduskeskus 2006. 262 S.
- Eluvõla kandmise raske kohus ('Die schwere Pflicht, seine Lebensschuld zu tragen'). Tallinn: Eesti Keele Sihtasutus 2012. 339 S.

### Artikel
- Lootuse ja mure laulik. Marie Heibergi meenutades, in: Keel ja Kirjandus 1/1966, S. 20–31.
- Luise Vaheri juubeli puhul, in: Keel ja Kirjandus 9/1972, S. 561–562.
- Saja-aastane Oks, in: Looming 2/1984, S. 243–248; 3/1984, S. 410–417.
- Hubel ja Mihkelson. Metsanurk ja Tuglas, in: Looming 4/1998, S. 599–608.
- Marie Underi ühe luuletuse ümber, in: Keel ja Kirjandus 4/2003, S. 241–250.
- Tuglas pimedas. Ühe teksti saatusest, in: Looming 3/2006, S. 394–398.
- Salapärane Tartu tuulelaps, in: Looming 11/2006, S. 1691–1701.
- Eluvõla kandmise raske kohus, in: Looming 10/2007, S. 1522–1538.
- Pudemeid Päikesepoisist, in: Looming 12/2009, S. 1682–1686.

## Sekundärliteratur
- M. Kalda: Kust saada luuda?, in: Looming 10/1981, S. 1484–1485.
- Oskar Kruus: Kokkuvõte viieteistkümne aasta tööst, in: Keel ja Kirjandus 4/1982, S. 208–210.
- Lehte Tavel: Mis oli, mis on, millega süda rahule jääb?, in: Keel ja Kirjandus 10/1991, S. 627–628.
- Arno Oja: Mees kui „Eifeli“ torn, in: Looming 10/2013, S. 1445–1447.
- Toomas Haug: Tundeline eluvõlgnik. Mäletades August Eelmäed (28. X 1931 – 7. XII 2020), in: Keel ja Kirjandus 3/2021, S. 275–278.